# Ле-Бик
Ле-Бик — деревня, расположенная в регионе Ба-Сен-Лоран (Низовье Святого Лаврентия) в канадской провинции Квебек. С 2009 г. является районом города Римуски с 2009 года. До этого Ле-Бик являлся отдельным муниципалитетом. В переписи 2006 года население составляло 2946 жителей. Рядом с деревней расположен одноимённый национальный парк.

## Топонимика
Происхождение названия муниципалитета связано с проходом Сэмюэля де Шамплена в 1603 году, который назвал место «Пик» в связи с наличием «довольно остроконечной горы» высотой 347 метров (ныне известна как Пик Шамплена). В результате лексического искажения «Пик» превратился в «Бик», что закрепилось в результате создания одноимённой сеньории в 1675 году .

## Демография
Согласно переписи Статистической службы Канады, население муниципалитета в 2006 году составляло 2946 человека , что на 2,6 % превышало данные переписи 2001 года, когда в деревне проживало 2872 жителя .